# Festuca arenicola
Festuca arenicola är en gräsart som först beskrevs av Prodán, och fick sitt nu gällande namn av Károly Rezsö Soó von Bere. Festuca arenicola ingår i släktet svinglar, och familjen gräs. Inga underarter finns listade i Catalogue of Life.